# تیدلی‌ویکی
تیدلی‌ویکی(به انگلیسی: TiddlyWiki) یک نرم‌افزار ویکیمانند است که با جاوااسکریپت، پی‌اچ‌پی و سی‌اس‌اس نوشته شده‌است. نویسندهٔ این نرم‌افزار جرمی راستون(به انگلیسی: Jeremy Ruston) است. این نرم‌افزار یک نرم‌افزار طرف مشتری است و تنها شامل یک پرونده‌است و می‌تواند به عنوان یک دفترچهٔ شخصی به کار رود.access to Web applications and portals.
This extension (which was derived from